# جيم ويلسون (صحفي رياضي)
جيم ويلسون (بالإنجليزية: Jim Wilson)‏ هو صحفي رياضي أسترالي، ولد في 1968.